# جون كير (سياسي)
جون كير (بالإنجليزية: John Kerr)‏ هو سياسي أمريكي، ولد في 1778 في جمهورية أيرلندا، وتوفي في 1823.